# Robert Leroux (chanteur)
Pour les articles homonymes, voir Robert Leroux et Leroux.
Robert Leroux (1950 - 26 avril 2005) était un auteur-compositeur-interprète québécois, né à Montréal, au Québec.

## Biographie
Robert Leroux se fait connaître en 1976 dans la revue musicale Circociel et lance un album en 1977, mais c'est finalement en 1979 qu'il obtient un premier succès avec la chanson Flash. Sa participation à la première version québécoise de Starmania en 1980 le fait davantage remarquer. Il y incarne le personnage de Johnny Rockfort. Il connaît ensuite d'autres succès sur disque, notamment avec la chanson 1254 New York en 1984. Il chante en duo Au secours avec Céline Dion, puis Y'était temps que ça s'arrête avec Marjo avant de se faire compositeur pour d'autres artistes. Il compose notamment L'amour avec toi et Je t'aime autant qu'avant pour Nicole Martin et Ensemble pour Martine Chevrier. Il meurt prématurément en 2005, à l'âge de 55 ans d'un cancer des ganglions.

## Discographie – Albums
- 1976 : Circociel (Disques Deram)
- 1977 : Robert Leroux (Disques CAM)
- 1981 : Starmania Made In Québec (Disques Beau-Bec)
- 1983 : Style libre (MCS)
- 1984 : Robert Leroux, 1979-1984 (Compilation, Disques Unidisc)
- 1990 : Salut les chums (Disques Isba)
- 1993 : Pourquoi j'existe (Disques Phase)
- 1997 : Noël éternel (Disques Montréal)

## Participations à d'autres albums
- 1981 : "Céline Dion" - chanson "Au secours" (Disques Super Étoiles)
- 1985 : "Fondation Québec-Afrique" (Collectif pour l'Éthiopie) - "Les Yeux de la faim" (Kébec-Disque)
- 1985 : "Marjo" - chanson "Y'était temps que ça s'arrête" (Concept)